# Ácsteszér
Ácsteszér (hongrois : Ácsteszér [ˈˈaːt͡ʃtɛszeːr] ; allemand : Tesier ou Zierndorf ; slovaque : Tesárské) est une localité hongroise située dans le comitat de Komárom-Esztergom.

## Nom et attributs

### Toponymie
Le nom d'Ácsteszér provient du mot slave teszér ou taszár, qui signifie « charpentier » ou « artisan du bois ».

## Site et localisation

### Géologie et géomorphologie
En arrivant depuis Kisbér, les visiteurs sont accueillis par un paysage pittoresque, avec une route serpentant le long des étangs de Fekete-víz-puszta, bordée de forêts de chênes. Depuis le point culminant du village, on peut admirer d'un côté la vallée de Mór (Móri-árok), qui sépare le massif du Bakony des monts Vértes, et de l'autre, la silhouette de l'abbaye de Pannonhalma.
L'environnement d'Ácsteszér est caractérisé par un air pur et des forêts riches en faune, propices à l'observation de la nature. La région est prisée pour les randonnées pédestres, les excursions à vélo et l'équitation. La commune est également le point de départ du circuit de randonnée Táncsics-túra, qui relie les plus beaux paysages de six villages environnants.

## Histoire
La première mention écrite connue d'Ácsteszér remonte à 1392, sous le nom d'Alch Thezer. À l'origine, le village était habité par des charpentiers itinérants, ce qui reflète l'étymologie de son nom.
Durant le Moyen Âge, Ácsteszér était une localité relativement peuplée, mais elle fut dévastée par les Ottomans et se vida progressivement à partir de 1543.
Au début du XVIIe siècle, le village passa sous la possession de la famille Cseszneky, avant d'être acquis en 1636 par les Esterházy, qui entreprirent d'y installer des colons allemands. L'activité de défrichage et d'exploitation forestière est attestée par un sceau datant de 1699, représentant un lys et une hache.
À partir de 1772, la population était composée de Hongrois et d'Allemands, ainsi que de quelques familles slovaques.

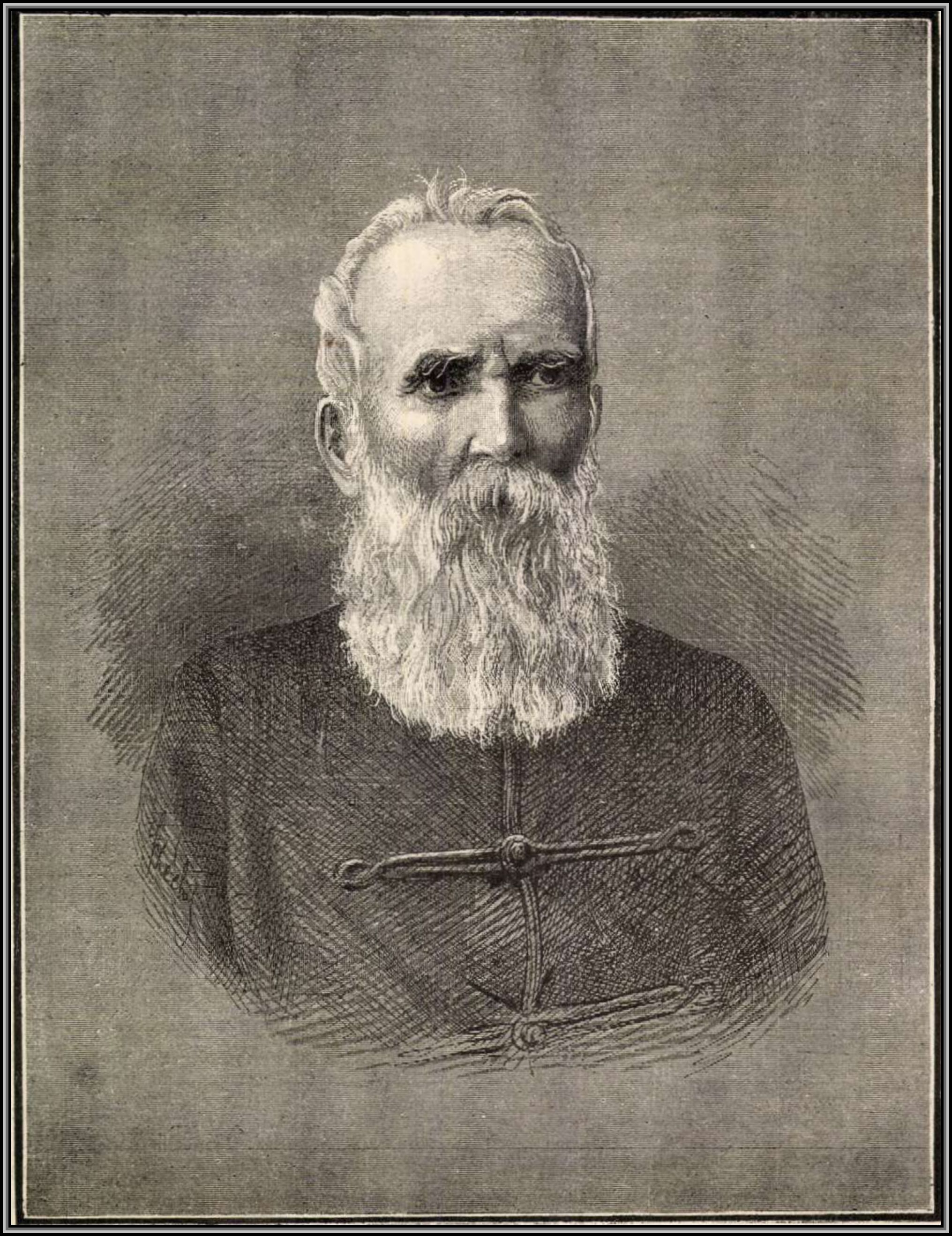
Portrait de Mihály Táncsics dans Nagyvilág.

Le 21 avril 1799, Mihály Táncsics, figure marquante du réformisme hongrois du XIXe siècle, est né à Ácsteszér. Il y vécut jusqu'à ses vingt ans et évoque son enfance dans son autobiographie Életpályám.
La population du village atteignit son apogée au début du XXe siècle, alors que l'économie locale reposait principalement sur l'agriculture.
Les combats de la Seconde Guerre mondiale prirent fin dans la commune le 27 mars 1945.
En 1950, Ácsteszér fut rattaché au comitat de Komárom après avoir appartenu à celui de Veszprém. Le Táncsics Termelőszövetkezet, une coopérative agricole créée en 1960, fusionna en 1977 avec celles des villages voisins d'Aka, Súr et Csatka, avant de retrouver son indépendance. Aujourd'hui, plus d'une vingtaine d'entreprises et d'entrepreneurs sont actifs dans la commune.

## Population

### Minorités culturelles et religieuses
Lors du recensement de 2011, la grande majorité des habitants d'Ácsteszér se déclaraient hongrois (87,5 %), tandis que 5,4 % s'identifiaient comme roms, 0,7 % comme allemands, 0,4 % comme croates et 0,3 % comme roumains. Environ 12,3 % des habitants n'ont pas répondu à la question sur leur appartenance ethnique. En raison des identités multiples, la somme des pourcentages peut dépasser 100 %.
Concernant la répartition religieuse, 63,2 % des habitants se déclaraient catholiques romains, tandis que les protestants réformés représentaient 2,3 % de la population, les luthériens 3,5 % et les grecs-catholiques 0,3 %. Les personnes sans affiliation religieuse représentaient 8,7 %, tandis que 21,3 % des habitants n'ont pas souhaité répondre à cette question.
En 2022, la population hongroise déclarée avait augmenté pour atteindre 94,8 %, tandis que 5 % des habitants s'identifiaient comme roms. D'autres minorités étaient également présentes, notamment les Allemands (0,6 %), les Ukrainiens (0,5 %), les Slovaques (0,2 %) et les Ruthènes (0,2 %), tandis que 1,6 % des habitants revendiquaient une autre nationalité. Environ 5,2 % de la population n'a pas répondu à la question sur l'ethnicité.
Sur le plan religieux, la part des catholiques romains avait diminué à 46,9 %, tandis que 3 % des habitants se déclaraient luthériens, 2 % protestants réformés et 0,5 % orthodoxes. Les grecs-catholiques représentaient 0,3 % de la population, tandis que 0,6 % s'identifiaient à d'autres confessions chrétiennes et 1,7 % à d'autres courants catholiques. Environ 9,3 % des habitants se déclaraient sans affiliation religieuse, et 35,6 % n'ont pas répondu à cette question.

## Équipements

### Réseaux extra-urbains
Ácsteszér est une commune située à l'extrémité sud-ouest du comitat de Komárom-Esztergom, en Hongrie. Elle se trouve au pied nord du massif du Bakony, dans la région du Bakonyalja, à proximité des sources du ruisseau Concó.
La principale voie traversant la localité est la route 8208, reliant Bakonycsernye à Mezőörs. À la limite sud du village, elle croise deux autres axes routiers : à l'ouest, au kilomètre 10,450, se détache la route 82117 en direction de Csatka, tandis qu'au nord-est, au kilomètre 10,500, elle est rejointe par la route 8227, qui relie Bakonysárkány et traverse Akát. La ville la plus proche est Kisbér, située à environ 15 kilomètres.

## Patrimoine urbain
L'église catholique romaine Saint-Martin (Szent Márton) a été construite entre 1792 et 1794.
La maison natale de Mihály Táncsics, construite dans un style baroque paysan, est aujourd'hui un site commémoratif. Elle est située au 44, rue Mihály Táncsics (Táncsics Mihály u. 44).